# Маленький Мук
«Маленький Мук» — казка, написана Вільгельмом Гауффом. Вона була опублікована у 1826 році у збірці казок і розповідає історію карлика, на ім'я Маленький Мук.

## Сюжет
У місті Нікея жив чоловік, на ім'я Маленький Мук. Хоч він був уже старий, але зріст у нього залишився невеликий, а на маленькому кволому тілі стирчала величезна голова, значно більша, ніж в інших людей. Він жив сам-один у великому будинку, навіть їжу собі готував сам. Виходив у місто лише раз на місяць, і якби не дим, що піднімався з його даху щодня опівдні, ніхто б не знав, живий він чи помер. Вечорами його можна було бачити, як він гуляє по даху свого будинку, і здавалося, ніби по даху перекочується лише його велика голова.

Місцеві хлопчаки часто дражнили Мука, адже його вигляд здавався їм смішним. Вони збиралися перед його будинком, коли він виходив, і починали глузувати з нього, підкидати шапки та вигукувати пісеньки:
Карлик Мук, карлик Мук,
Ти живеш в великій хаті,
Зрідка ходиш погуляти;
Ти страшний, як та мара,
Голова, немов гора.
Подивися — сміх навкруг,
Спробуй нас впіймати, Мук!
Одного разу один з хлопчаків навіть наступив йому на туфлі, через що Мук упав. Це викликало сміх, але раптом Мук пішов прямо до дому хлопчика. Увійшовши до будинку, він довго не виходив, і коли нарешті вийшов, його проводжав батько хлопчика, шанобливо підтримуючи під руку.
Батько суворо поговорив зі своїм сином і вирішив розповісти йому історію Мука, сподіваючись, що після цього хлопчик перестане знущатися з карлика.
Батько почав свою розповідь: Колись батько Мука, Мукра, жив у Нікеї й був поважною, але бідною людиною. Він соромився сина-карлика і не любив показувати його людям. До шістнадцятиліття Мук нічого не вчився і залишався, як безтурботна дитина. Одного разу батько захворів і помер, а жорстокі родичі вигнали Мука з дому. Так Маленький Мук залишився без притулку і грошей.
Взявши одяг, що залишився після батька, Мук подався у світ шукати щастя. Він був веселим і безтурботним у перший день, захоплювався всім навколо. Але наступного дня втомився, а їжа та вода стали проблемою. На третій день він побачив велике місто і вирушив туди, сподіваючись знайти там своє щастя.
Діставшись до міської брами, Мук привів себе в порядок і сміливо увійшов у місто. Довго йшов вулицями, але ніхто його не запрошував. Нарешті він почув голос старої жінки, яка запрошувала на обід кішок і собак. Мук зважився і пішов у будинок. Стара, пані Агавзі, нагодувала його і запропонувала залишитися на службу, доглядаючи за її кішками та собаками.
Мук погодився. Щоранку він розчісував шерсть кішок і натирав їх мазями. Обіди подавалися на тарілках, а ввечері він вкладав їх на перини. Спочатку все йшло добре, але кішки розбестилися і почали бешкетувати, коли стара йшла з дому. Вони все розкидали, а Мук не міг їх зупинити. Пані Агавзі гнівалася на нього і врешті-решт стала сварити.
Мук вирішив залишити службу, але перед відходом вирішив знайти скарби. В будинку була замкнена кімната, яка дуже цікавила Мука. Одного разу собачка привела його туди, і Мук знайшов там старий одяг і посуд. Він випадково розбив кришталевий глечик, і зрозумів, що йому доведеться тікати.
Вибравши кілька речей, Мук знайшов чарівні туфлі й паличку. Надівши туфлі, він відчув, що ноги біжать самі, і не міг зупинитися, поки не крикнув «тпру». Тоді він зрозумів, що туфлі чарівні й допоможуть йому швидко пересуватися. Крім того, паличка могла знаходити скарби: три удари об землю — золото, два — срібло.
Мук вирішив випробувати туфлі й перенісся в сусіднє місто. Там він подумав, що може найнятися до короля в скороходи. Звернувшись до наглядача, Мук викликав сміх, але наполіг на випробуванні. В змаганні з королівським бігуном Мук легко переміг, і король призначив його своїм особистим скороходом.
Служба у короля спочатку йшла добре, але інші слуги заздрили Муку. Вони змовилися проти нього, звинувачуючи в крадіжці королівських скарбів. Одного разу Мук знайшов у саду закопане золото, яке належало старому королю, і почав роздавати його, сподіваючись завоювати прихильність придворних. Однак його вороги натякнули королю, що Мук обікрав казну.
Король наказав стежити за Муком. Коли його зловили на місці злочину, він спробував виправдатися, але його не послухали. Його кинули до в'язниці, а король вирішив дізнатися про таємниці Мука. Врешті, щоб врятуватися, Мук розповів про чарівні туфлі й паличку.
Король, узувши туфлі, не зміг зупинитися і зрештою втомився. Розлючений, він наказав Муку залишити його королівство, але залишив собі туфлі й паличку.
Мук пішов з королівства і, діставшись до кордонів, відпочив у лісі. Там він знайшов фіги на дереві. З'ївши їх, виявив, що у нього виросли ослячі вуха і довгий ніс. На щастя, на іншому дереві були фіги, які повернули йому звичайний вигляд. Мук зрозумів, що може скористатися цими плодами.
Повернувшись у місто, Мук переодягнувся в лікаря і продав королівському кухарю фіги, від яких у всіх придворних виросли ослячі вуха і носи. Потім він запропонував протилежні фіги як ліки. Він домігся зустрічі з королем, де повернув собі свої чарівні туфлі й паличку. Перед відходом він сказав королю, що довгі вуха будуть йому нагадуванням про його несправедливість.
Відтоді Маленький Мук живе у місті, став мудрим і заслужив на повагу. Він більше не прагне чарів, а живе спокійно, користуючись пошаною людей.

## Екранізації
- 1921: Маленький Мук (режисер Вільям Прагер)
- 1938: Маленький Мук (режисер Ольга Ходатаєва, мультфільм, СРСР).
- 1944: Маленький Мук (нім. Der kleine Muck, реж: Франц Фідлер; чорно-білий; події відбуваються у Священній Римській імперії 18 століття)
- 1953: Історія Маленького Мука (нім. Die Geschichte vom kleinen Muck, режисер: Вольфґанґ Штаудте)
- 1971: Маленький Мук (режисер Отто Антон Едер, фільм, Австрія).
- 1975: Посланець Мук (режисер Натан Лернер, мультфільм, СРСР).
- 1983: Пригоди маленького Мука (режисер Єлизавета Кімягарова, фільм, СРСР, Таджикфільм)